# الکسی مارکوفسکی
الکسی مارکوفسکی (روسی: Алексей Викторович Марковский؛ زادهٔ ۱۷ مهٔ ۱۹۵۷) ورزشکار ورزش شنا اهل اتحاد جماهیر شوروی سوسیالیستی است.
وی در مسابقات کشوری و بین‌المللی در مجموع برندهٔ ۸ مدال طلا، ۷ مدال نقره، ۲ مدال برنز شده‌است.